# Markus
 For alternative betydninger, se Marcus.
Markus (fra græsk Markos) levede i det 1. århundrede og er ifølge de kirkelige overleveringer den Johannes Markus, der bl.a. omtales i Apostlenes Gerninger og af Papias, der var biskop i Hierapolis i Lilleasien i det 2. århundrede. Han tillægger ham forfatterskabet til Markusevangeliet med ordene "Markus, der var Peters tolk, nedskrev omhyggeligt alt, hvad han huskede, imidlertid ikke i den orden, hvori det var sagt eller gjort af Herren"
I Apostlenes Gerninger omtales Johannes Markus som søn af Maria, i hvis hus i Jerusalem dele af urmenigheden samledes. Hans fætter Barnabas og Paulus tager ham med på Paulus' 1. missionsrejse, men han afbrød sin rejse i Perge i Pamfylien og vendte tilbage til Jerusalem.
Da Paulus og Barnabas planlagde den 2. missionsrejse, ville Barnabas have Johannes Markus med igen, men Paulus ville ikke, da han jo havde forladt ham på den 1. rejse og ikke havde deltaget i forarbejdet. Det kom til et brud mellem Barnabas og Paulus, og Barnabas rejste sammen med Johannes Markus til Cypern.
Paulus og Johannes Markus blev forsonet, og Paulus omtalte ham som sin medarbejder og anbefalede ham til menigheden i Kolossæ i Frygien.[kilde mangler]
I 1. Petersbrev knyttes han med ordene "min søn Markus" til apostlen Peter i Rom.
Forbindelsen til Peter gav næring til den kirkelige overlevering, at Johannes Markus er forfatter til Markusevangeliet og havde brugt Peter som kilde til sin beretning. Denne antagelse er dog yderst tvivlsom.
Sammenkædningen mellem Johannes Markus, Peter og Markusevangeliet skal nok snarere ses som et ønske om at give evangeliet en apostolsk autoritet.
Markus' evangelistsymbol er en bevinget løve.